# Scaphytopius insolitus
Scaphytopius insolitus är en insektsart som beskrevs av Hepner 1946. Scaphytopius insolitus ingår i släktet Scaphytopius och familjen dvärgstritar. Inga underarter finns listade i Catalogue of Life.